# Heilige Familie
Als Heilige Familie versteht die katholische Tradition, im Anschluss an die Kindheitsgeschichten im Lukas- und Matthäusevangelium, Jesus von Nazaret mit seiner Mutter Maria und seinem Ziehvater Josef.

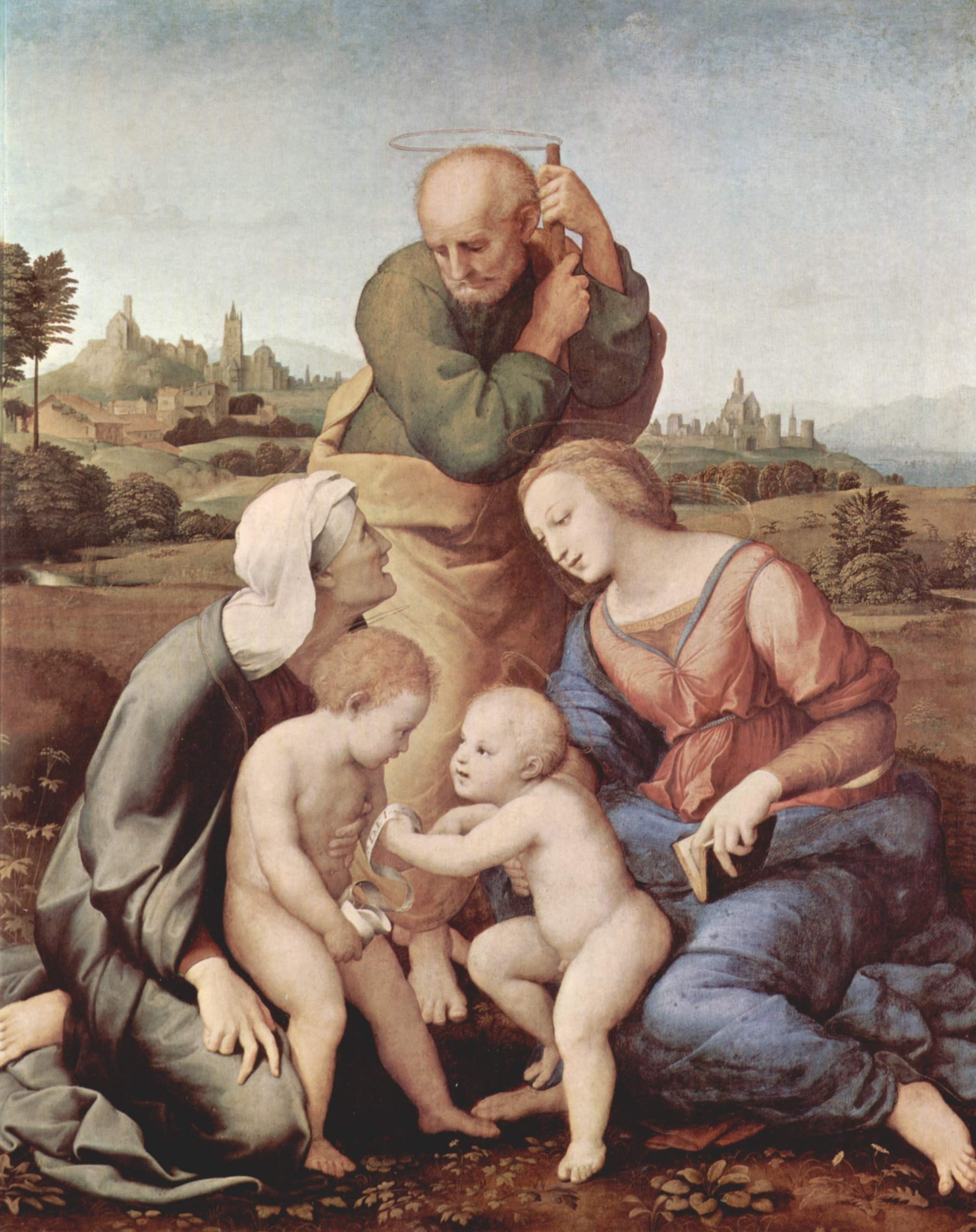
Raffael: Heilige Familie mit den hll. Elisabeth und Johannes dem Täufer, 1507

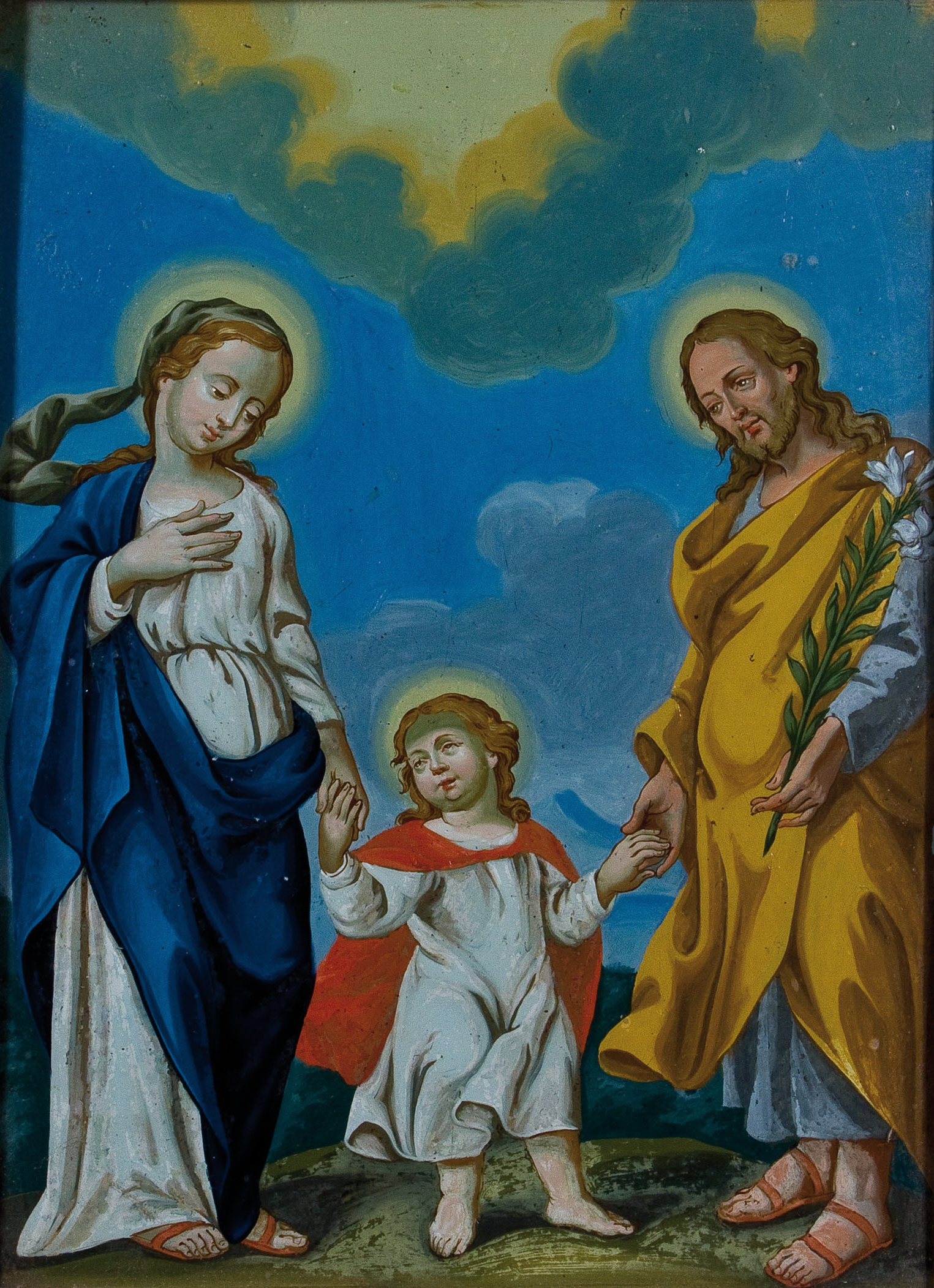
Heiliger Wandel (Hinterglasbild, Bayerischer Wald um 1800)

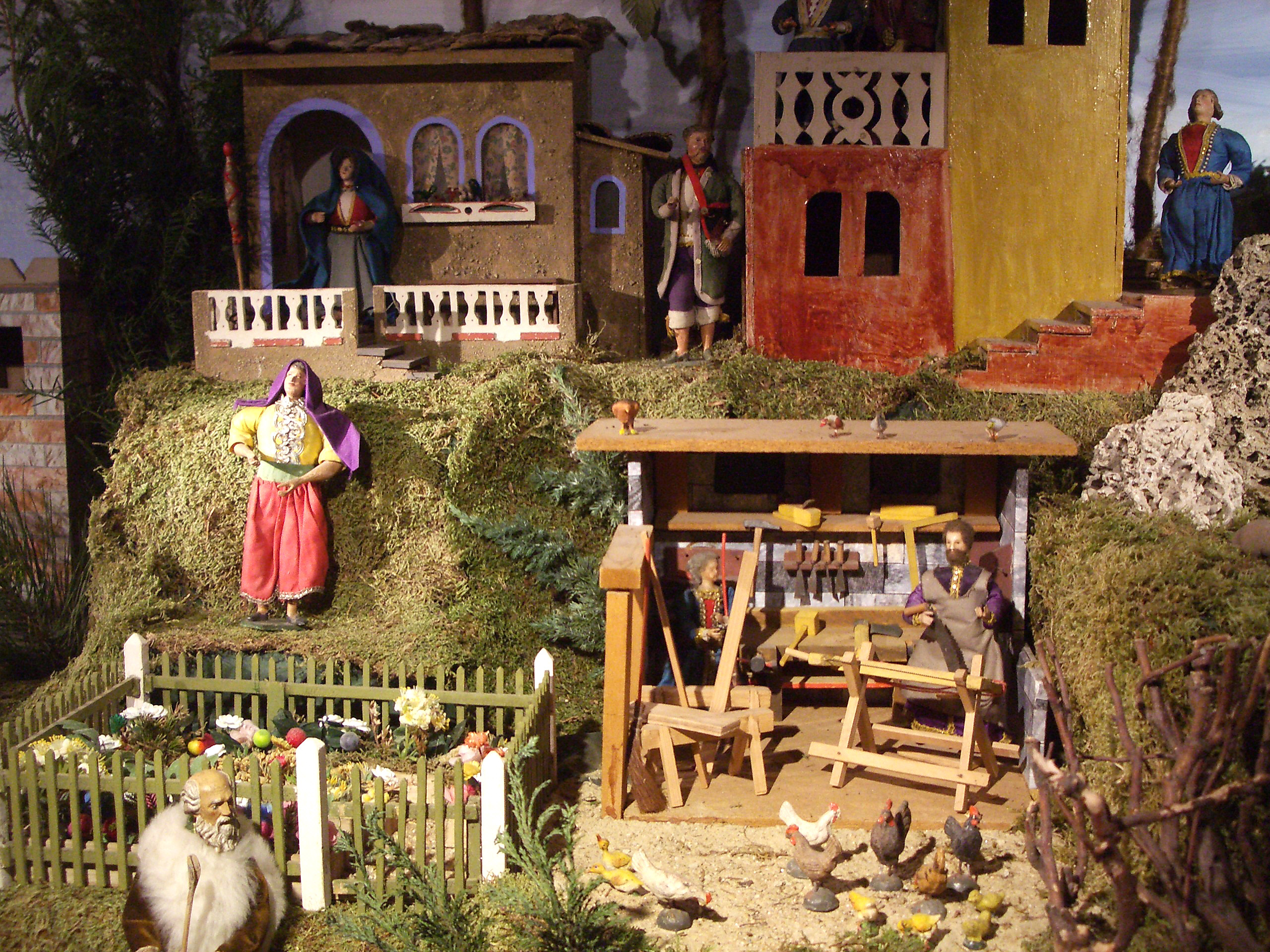
Krippendarstellung „Haus Nazareth“ (Klosterwald, Ende 19. Jh.)

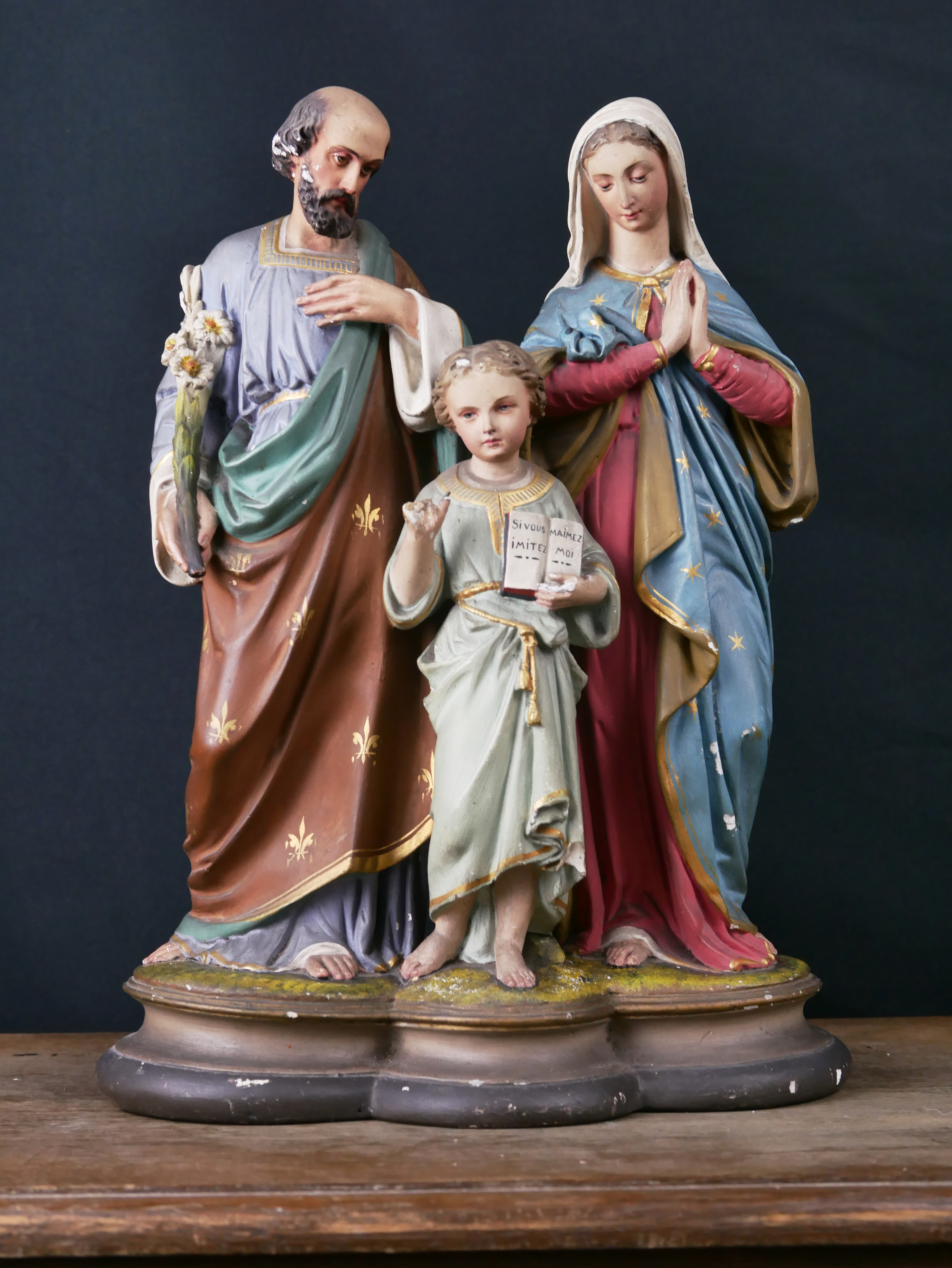
Statue der Heiligen Familie, auf dem Mantel bei Josef das französische Königswappen und bei Maria die Sterne des Himmels

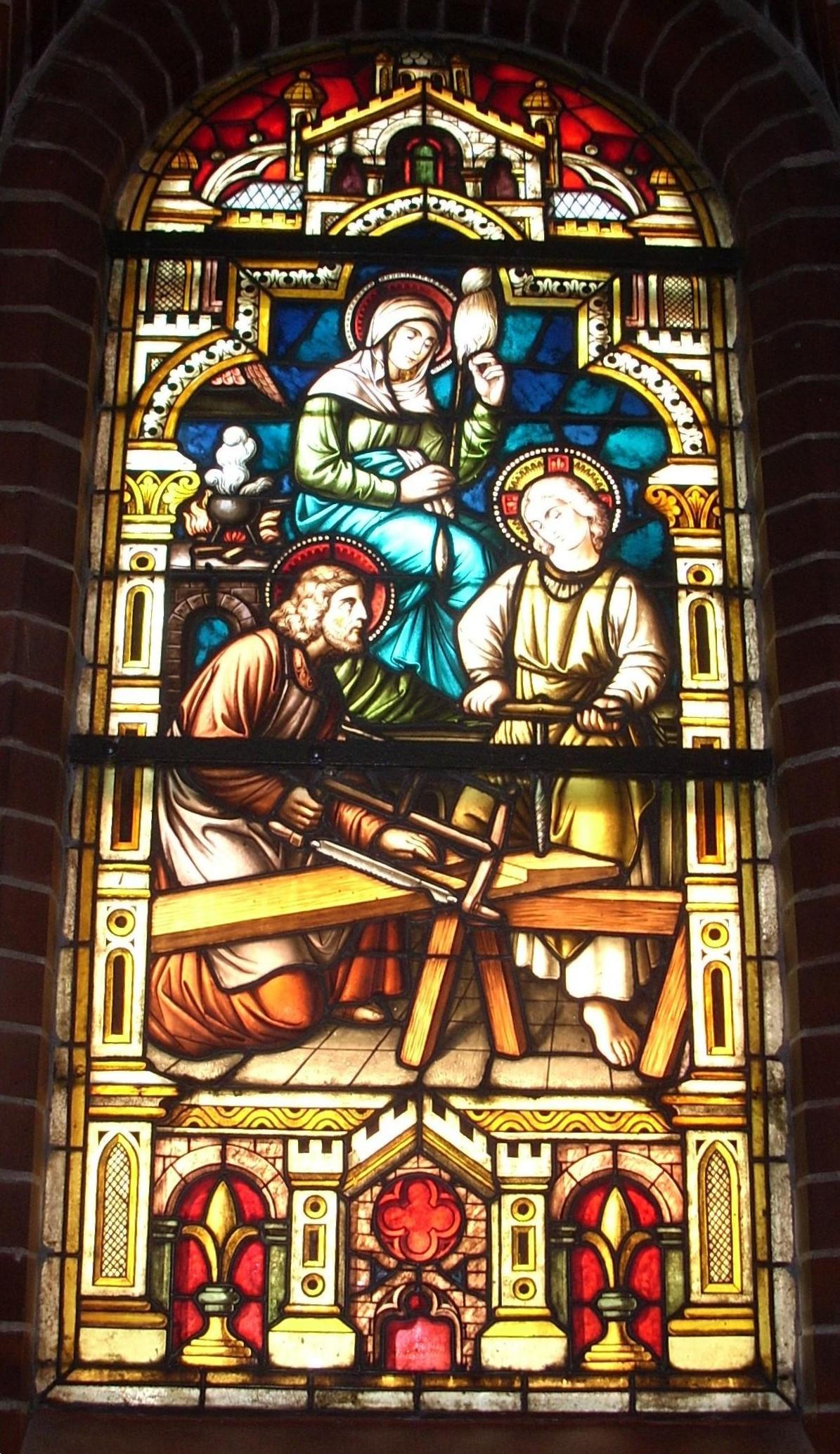
Die Heilige Familie bei der Arbeit, Apsisfenster, St. Josef Bolzum

Schattenriss von Nanna Eicke – Heilige Familie in Marie Feesche: Himmelsglanz, 1931, Hannover, Folgeauflage

## Darstellungen
Darstellungen aus der Weihnachtsgeschichte (Geburt Christi, Anbetung der Hirten, Anbetung der Weisen aus dem Morgenland, Flucht nach Ägypten), wie man sie in der bildenden Kunst des Abendlandes oder in Weihnachtskrippen findet, enthalten fast immer auch eine Darstellung der Heiligen Familie. Unter dem Bildmotiv Heilige Familie versteht man jedoch gemeinhin eine Darstellung derselben auf der Flucht nach Ägypten oder im Alltagsgeschehen. Das Motiv der häuslichen Umgebung der Familie, oft mit Zimmermannswerkstatt und Spinnrad ausgestattet, wird auch als Haus Nazareth bezeichnet.
Der Heilige Wandel ist ein Bildtypus der katholischen Gegenreformation, der im frühen 17. Jahrhundert entstand und die Heilige Familie als Gehende („Wandelnde“) zeigt, wobei Jesus als Kind meist zwischen Maria und Josef dargestellt ist; oft wird er von ihnen an der Hand geführt. Dieses Andachtsbild symbolisiert das Schreiten auf dem Lebensweg und soll zum Gehorsam und zu christlicher Lebensführung ermahnen.
Vielfach werden mit der Heiligen Familie auch Marias Mutter Anna, Marias Cousine Elisabeth und der Johannesknabe dargestellt. Anna selbdritt ist eine Darstellung der Anna mit Maria und dem Jesuskind. Zu Beginn des 15. Jahrhunderts kam die Heilige Sippe als Bildtypus auf.

## Geschichte der Verehrung
Die Verehrung der Heiligen Familie ist seit dem Mittelalter nachweisbar. Der Legende zufolge wurde ein Nachbau des Wohnhauses der Familie aus Nazareth im 11. Jh. in Walsingham in England errichtet. Eine weitere Überlieferung beschreibt die Versetzung des Hauses 1291 von Nazareth auf den Hügel von Trsat (Rijeka) und 1294 von dort nach Loreto.
In der katholischen Tradition begann die Verehrung der Heiligen Familie in der gegenreformatorischen Barockzeit. Sie lässt sich verstärkt seit dem 17. Jahrhundert nachweisen und nahm im 19. Jahrhundert – vor allem von Kanada aus – Aufschwung, unter anderem mit der Gründung der Bruderschaft von der Heiligen Familie in Lüttich 1844 und des Vereins der christlichen Familie (1861). „Man sah in dem 30 Jahre währenden Leben Jesu in der Heiligen Familie ein bedeutungstiefes Mysterium und ein hilfreiches Vorbild für das vielfach gefährdete Familienleben.“ Die Verehrung wurde von Papst Leo XIII. besonders gefördert, möglicherweise auch, um einem Zerfall des christlichen Familienbildes entgegenzuwirken. 1893 nahm er das bislang nur in einzelnen Diözesen und Ordensgemeinschaften gefeierte Ideenfest der Heiligen Familie in den Römischen Generalkalender auf, verband es mit einer Weihe der häuslichen Familie an Jesus, Maria und Josef und legte es auf den dritten Sonntag nach dem Fest der Erscheinung des Herrn. In Zusammenhang mit der Zunahme der Verehrung der Heiligen Familie entstanden um 1900 eine Vielzahl meist industriell gefertigter Statuen im katholischen Mitteleuropa. Sie stellen Josef mit Lilie und Maria und Josef in wertvollen Gewändern oder mit entsprechender Symbolik auf diesen dar. 
Papst Pius X. setzte im Rahmen einer Reform des liturgischen Kalenders das Fest der Heiligen Familie (lat. Festum Sanctae Familiae Iesu, Mariae et Ioseph) zunächst aus. Durch eine stark angewachsene Zahl von Heiligenfesten wurde die Liturgie der Sonntage in Stundengebet und heiliger Messe häufig verdrängt. Pius X. war bestrebt, die Sonntage wieder stärker hervortreten zu lassen; einfache Sonntage bekamen liturgisch den Vorrang vor einfachen Festen, und alle Feste, die auf einen Sonntag fixiert waren, wurden auf ein bestimmtes Datum verlegt, mit Ausnahme des Namen-Jesu-Festes und des Dreifaltigkeitsfestes. Papst Benedikt XV. führte das Fest der heiligen Familie 1921 wieder ein und legte es auf den ersten Sonntag nach Erscheinung des Herrn (Missale von 1920).
Seit der Liturgiereform 1969 wird es am Sonntag in der Weihnachtsoktav begangen, während der erste Sonntag nach Epiphanie jetzt im Zeichen der Taufe Jesu steht. Tagesevangelium ist entweder die Flucht nach Ägypten (Mt 2,13 , Lesejahr A), die Darstellung Jesu im Tempel (Lk 2,21 , Lesejahr B) oder die Wallfahrt der Familie zu Pessach nach Jerusalem mit dem Aufenthalt des zwölfjährigen Jesus im Tempel (Lk 2,41 , Lesejahr C). Wenn kein Sonntag zwischen Weihnachten und Neujahr fällt, wird das Fest der Heiligen Familie am 30. Dezember gefeiert. Fällt der Sonntag auf den 26. Dezember, verdrängt es das Fest des hl. Stephanus. Fällt der Sonntag auf den 28. Dezember, verdrängt es das Fest der Unschuldigen Kinder.

## Patrozinien

### Kirchen
siehe Heilige-Familie-Kirche

### Ordensgemeinschaften
Mehrere im 19. Jahrhundert gegründete Ordensgemeinschaften der römisch-katholischen Kirche stellten sich unter das Patronat der Heiligen Familie:
- Arme Franziskanerinnen von der Heiligen Familie
- Brüder der Heiligen Familie von Belley
- Franziskanerinnen von der Heiligen Familie
- Franziskanerinnen von der Heiligen Familie Jesus, Maria und Joseph
- Kapuziner-Terziarinnen von der Heiligen Familie
- Kleine Schwestern von der Heiligen Familie Sherbrooke
- Kleine Schwestern von der Heiligen Familie in Verona
- Kongregation von der Heiligen Familie
- Kongregation der Heiligen Familie von Bergamo
- Kongregation der Heiligen Familie von Nazareth
- Missionsschwestern von der Heiligen Familie
- Missions- und Anbetungsschwestern von der Heiligen Familie
- Missionare von der Heiligen Familie
- Schulschwestern von der Heiligen Familie
- Schwestern von der Heiligen Familie von Villefranche
- Schwestern der Heiligen Familie von Bordeaux
- Schwestern von der Heiligen Familie von Savigliano
- Söhne von der Heiligen Familie

## Sonstiges
- Auch der Hinduismus kennt eine „Heilige Familie“ bestehend aus Shiva, Parvati und ihren Söhnen Ganesha und Skanda/Karttikeya (siehe Uma-Maheshwara und Somaskanda).
- Im Islam unterliegen die Angehörigen der Familie Mohammeds bei vielen Gläubigen einer besonderen Verehrung.
- In der Bahai-Religion wird die Familie Baha’u’llahs als „Heilige Familie“ angesehen.
- Im November 2022 wurden die Feste im Zusammenhang mit der Reise der Heiligen Familie von Betlehem nach Ägypten von der UNESCO in ihre Repräsentative Liste des immateriellen Kulturerbes der Menschheit aufgenommen.[8]